# Oleg Klionov
Oleg Vassilievitch Klionov ou Klenov (Олег Васильевич Клёнов), né le 4 septembre 1932 à Kadievka et mort le 1er juillet 1996 à Moscou, est un chanteur d'opéra soviétique (baryton), artiste du peuple de la RSFSR.

## Biographie
Il est diplômé en 1957 du conservatoire Tchaïkovski de Kiev. Entre 1957 et 1963, il est soliste au théâtre d'opéra et de ballet de Sverdlovsk. Entre 1963 et 1990, il se produit au théâtre musical Stanislavski-et-Nemirovitch-Dantchenko de Moscou.
Il se produisait et enregistrait activement à la radio.
Il meurt à Moscou, le 1er juillet 1996, et il est enterré au cimetière d'Ostankino.

## Distinctions
- Artiste émérite de RSFSR (30 novembre 1962)[2].
- Artiste du peuple de la RSFSR (17 mai 1982).

## Rôles principaux
- Aleko de Rachmaninov: Aleko
- Eugène Onéguine de Tchaïkovski: Eugène Onéguine
- Iolanta de Tchaïkovski: Robert
- Le Barbier de Séville de Rossini: Figaro
- Virinea de Slonimski: Pavel
- Carmen de Bizet: Escamillo
- Otello de Verdi: Iago
- Tosca de Puccini: Scarpia
- L'Amour des trois oranges de Prokofiev: le ministre
- Les Fiançailles au couvent de Prokofiev: Don Carlos
- Madame Butterfly de Puccini: le consul Sharpless
- La bohème de Puccini: Marcel
- Paillasse de Leoncavallo: Prologue et Tonio
- Dans la tempête de Khrennikov: Listrate
- Frol Skobeïev de Khrennikov: Frol Skobeïev
- Háry János de Kodály: Háry János
- Porgy and Bess de Gershwin: Crown
- Le Baron tzigane de Johann Strauss: Sándor Barinkay

## Filmographie

### Acteur
- 1969: Poltava (spectacle télévisé): Orlik
- 1979: Petites Tragédies: le chanteur

### Voix
- 1971: Allo, Varsovie
- 1979: Petites Tragédies